# Крушко Степан
Степан Крушко, (*28 квітня 1941 року — †21 березня 2021 року)  — український письменник і громадсько-культурний діяч у Словаччині. Член Спілки українських письменників Словаччини (2011), дослідник теми оптації та реоптації українців Чехословаччини.

## Біографія
Степан Крушко народився в селі Комлоша (тепер Хмельова), Бардіївський округ, Пряшівський край, Словаччина. У 1947 разом із батьками переїхав до УРСР. Родина оселилася в Грушвиці Другій Рівненського району (хутір Середній Гай). Середню освіту здобув у Грушвиці, потім закінчив Дубенське медичне училище (Рівненська область, 1959). Працював фельдшером, спочатку в Грушвиці Другій, потім у Злазне Костопільського р-ну та смт. Товсте Заліщицького р-ну Тернопільської обл.. У 1967 повернувся до Чехословаччини. У 1969–75 роках — продовжував працювати за фахом; 1976–84 – методист Культурного союзу українських трудящих; 1984–88 – адміністратор кооперативу «Плета». Член президії окружного комітету Культурного союзу українських трудящих у Пряшеві (1974), секретар Товариства імені О. Духновича (від 1990), засновник і секретар Координаційного комітету Словаччини (від 1991). Пише поетичні, прозові та драматичні твори, спогади українською і словацькою мовами.

## Творчість
- Люди з-під Мінчолу. Пряшів, 1987;
- Оптанти. Пряшів, 1997; [2]
- Čo dala – vzala našim rodákom optacia. Prešov, 2002;
- Арештанти. Пряшів, 2003;
- Діалоги. Пряшів, 2004;
- Opcia. Prešov, 2005 (співавт.);
- Domov v cudzine alebo žili sme ma Ukrajine. Prešov, 2007;
- Naši «Černobyľci». Prešov, 2008 (співавт.);
- Переселенці Омелянщини. Пряшів, 2008;
- Chmeľová – ľudia, roky, udalosti. Prešov, 2008 (співавт.);
- Krátky slovník rusínskeho nárečia obce Chmeľová. Prešov, 2010 (співавт.);
- Opcia a presídlenie Rusínov do ZSSR 1945–47. Bratislava, 2011 (співавт.);
- Людина Богом благословена (о. Василь Бобак). Пряшів; Смольник, 2012 (співавт.);
- Chmeľova – ľudia, roky, udalosti. Prešov, 2012 (співавт.);
- Пам’ятка на наших Чехів. Рівне, 2012 (співавт.).